# یوتا سومیا
یوتا سومیا (انگلیسی: Yuta Someya؛ زادهٔ ۳۰ سپتامبر ۱۹۸۶) بازیکن فوتبال اهل ژاپن است.
از باشگاه‌هایی که در آن بازی کرده‌است می‌توان به باشگاه فوتبال سرزو اوساکا اشاره کرد.